# ブラボー中谷
ブラボー中谷（ブラボー なかや、本名:中谷敏昭　1961年4月3日 - ）は、日本のマジシャン（奇術師）。
秋田県仙北郡千畑町（現、美郷町）出身。アマチュア時代から注目を浴び、マジシャンとして全国を巡りイベントなどに出演する。また、ふるさと秋田県では、タレントとしてテレビ番組、ラジオ番組等に出演中。ほかに、全国中継のレポーターとして秋田県からの中継も務める。

## 出演

### ラジオ番組
- ABSラジオ 晴れのち晴れブラボーな日曜日（～2005年9月25日）
- ABSラジオ「元気満タン秋田だwin2」（月曜日の中継）（2005年10月～2006年3月）

### テレビ番組
秋田テレビ
- スーパーSUNサンまる（終了）
- 今日も昼ドキ!!ランチボックス（終了）
- やばせ本町どまん中!（終了）
- がっこ茶っこTV（終了）
- いしがき君となかや君
- いしがき君となかや君と誰なんだりゅういち君

その他
- 喝采～2人のマジシャン HARAとブラボー中谷～ (2017年4月19日、NHK BSプレミアム)
- 【NNNドキュメント】はじまりは“小さな嘘”から… 苦境乗り越え夫婦で歩む“いかさま手品師”の夢 (2024年11月10日、日本テレビ)[2]

### CM
- 松美の家（忍者編）
- スタッドレスタイヤ早めの装着キャンペーン（秋田県）
- 高知さんさんテレビ開局時のCM（秋田テレビ版）
- COW‐COW
- おもてナビ
- 浮田産業交通株式会社（浮田産交タクシー）